# بينس لازار
بينس لازار (بالمجرية: Lázár Bence)‏ هو لاعب كرة قدم مجري في مركز الهجوم، ولد في 21 مارس 1991 في كيكسكيميت في المجر، وتوفي في 22 فبراير 2018 بسبب ابيضاض الدم. شارك مع منتخب المجر تحت 21 سنة لكرة القدم. أما مع النوادي، فقد لعب مع نادي أويبست.